# Casabella
Casabella ist eine bedeutende italienische Zeitschrift für Architektur, Konstruktion und anfangs auch für Design. Charakteristisch ist ein Hauptthema pro Ausgabe mit englischen Kurzfassungen.

## Geschichte
„La Casa bella“ („Das schöne Heim“) wurde im Januar 1928 als Monatszeitschrift unter Leitung von Guido Marangoni geleitet. Die erste Ausgabe umfasste 50 Seiten. Anfang 1933 übernahm Giuseppe Pagano, der mit Edoardo Persico zusammenarbeitete, die Leitung und änderte das Blatt in „CASABELLA“. 1938 wurde der Begriff „Construzioni“ hinzugefügt und ab 1940 hieß die Zeitschrift „Construzioni Casabella“.
Im Dezember 1943 wurde sie vom Ministerium für Volkskultur eingestellt.
Zwei Jahre später organisiert sie der Verleger Gianni Mazzocchi neu unter der Leitung von Franco Albini und Giancarlo Palanti. Im Januar 1954 bis Januar 1965 erschien sie als „Casabella-Continuità“ unter der Regie von Ernesto Nathan Rogers. Von August 1965 bis Mai 1970 war Gian Antonio Bernasconi verantwortlich. Unter ihm erhielt die Zeitschrift wieder den Namen „Casabella“. Auf Bernasconi folgte Alessandro Mendini, bis März 1976, der von April bis Dezember 1976 durch Bruno Alfieri ersetzt wurde.
Von Januar 1977 bis Dezember 1981 übernahm Tomás Maldonado die Leitung, gefolgt im März 1982 von Vittorio Gregotti, der 14 Jahre später durch Francesco Dal Co abgelöst wurde.
In der Zwischenzeit hatte Mondadori die Verlagsgruppe Electa übernommen. Seit April 2002 wurde „Casabella“ vom Verlag Arnold Mondadori und seit 2020 von Mondadori Media spa veröffentlicht.

## Herausgeber
- 1928–1930: Guido Marangoni, Kunstkritiker und ehemaliger Syndikalismus-Revolutionär
- 1930–1943: Giuseppe Pagano (1896–1945) und Edoardo Persico
- 1945–1954: Franco Albini mit Giancarlo Palanti
- 1954–1965: Ernesto Nathan Rogers
- 1965–1970: Gian Antonio Bernasconi (einer der Architekten der Olivetti-Bauten in Mailand und Ivrea)[10][11]
- 1970–1976: Alessandro Mendini
- 1977–1981: Tomás Maldonado
- 1981–1996: Vittorio Gregotti
- seit 1997: Francesco Dal Co

## Redakteure
- Michel Carlana, Enrico Molteni